# Jalta

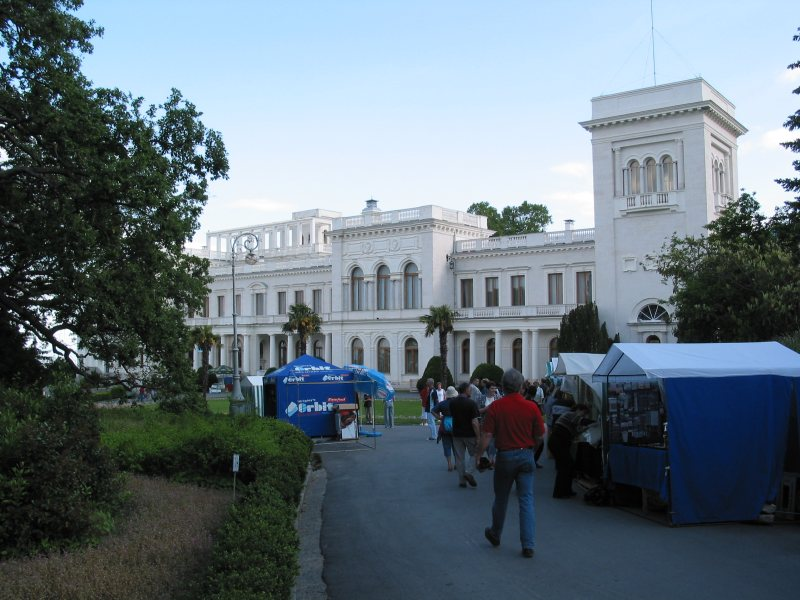
Liwadija-Palast, Ort der Konferenz von Jalta von 1945

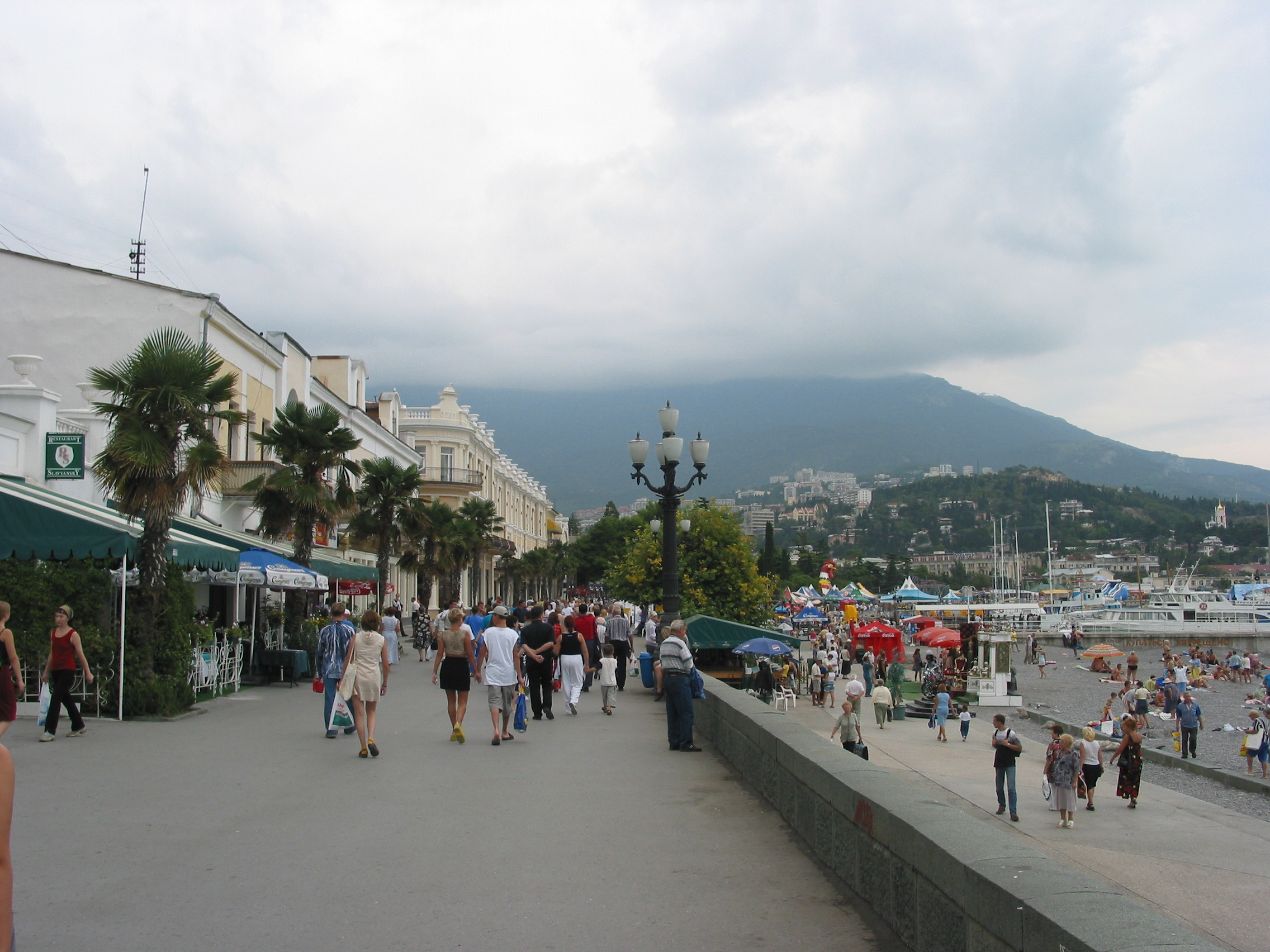
Meerpromenade von Jalta

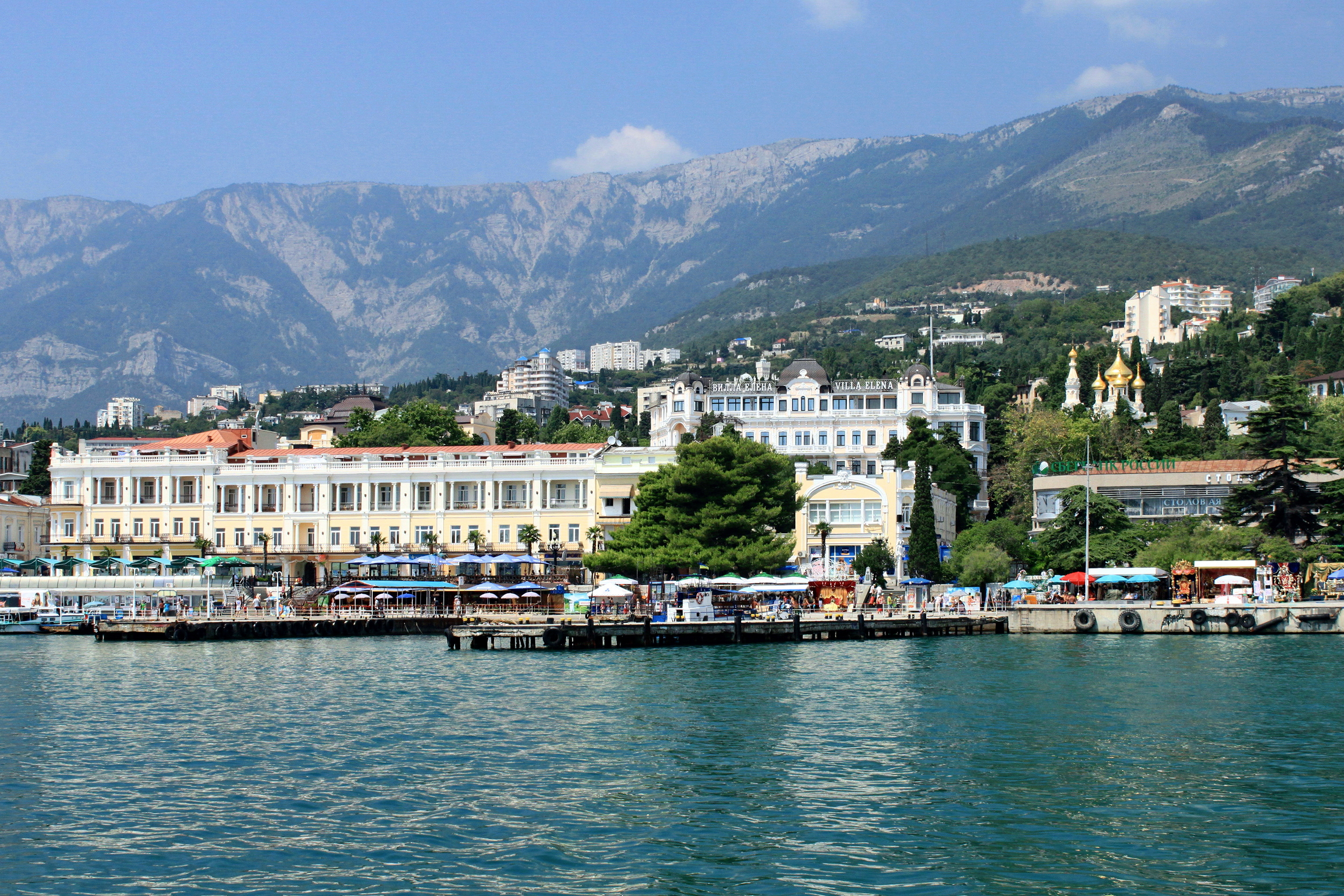
Blick auf Jalta

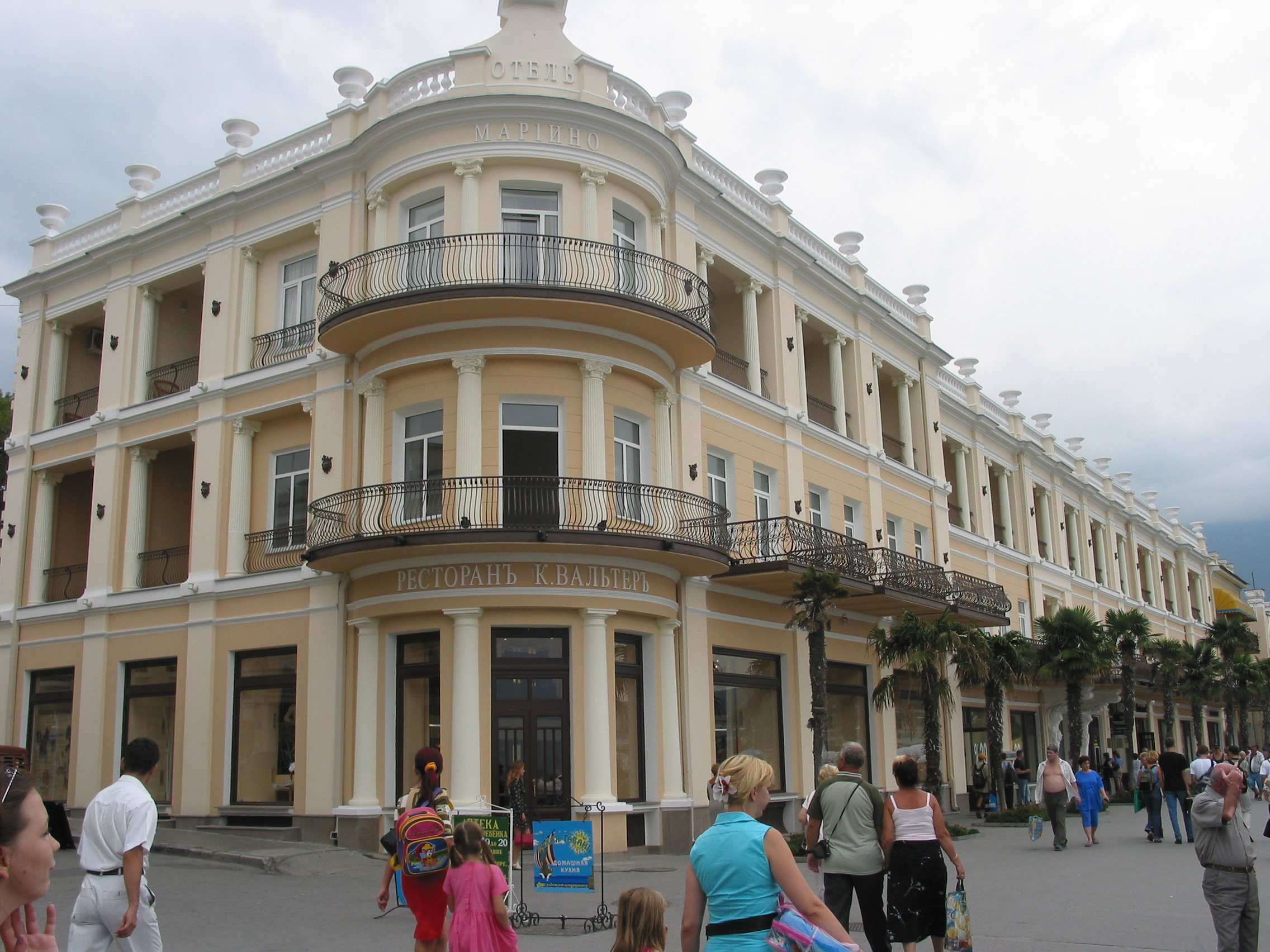
Innenstadt

Jalta (ukrainisch und russisch Ялта; krimtatarisch Yalta; armenisch Յալտա) ist eine Kurstadt und Urlaubsort in der Autonomen Republik Krim an der Südküste der Halbinsel Krim im Schwarzen Meer. Sie hat knapp 80.000 Einwohner, in der Agglomeration Jaltas leben rund 140.000 Menschen.
International bekannt wurde die Stadt 1945 durch die Konferenz von Jalta.

## Geographie
Der Lage südlich des Krimgebirges und in einem Talkessel verdankt Jalta sein sehr mildes Klima: Die mittlere Temperatur beträgt im Februar 4 °C. Es schneit in Jalta selten, und die dünne Schneeschicht taut schnell wieder auf. Die Durchschnittstemperatur im Juli liegt bei ca. 24 °C. Die Sonne scheint hier 2250 Stunden im Jahr. Da immer stetig eine leichte Meeresbrise vom Schwarzen Meer weht, wird es in Jalta nie drückend heiß. Es herrscht ein subtropisches Klima.
Aufgrund der günstigen geographischen Lage hat sich Jalta zu einem beliebten Ziel für Touristen schon während der Zeit der Sowjetunion entwickelt. Palmen, Pinien, Oleander und andere mediterrane Pflanzen prägen das Stadtbild.
Viele berühmte Künstler wie Tschechow, Tolstoi und Tschaikowski haben hier gelebt.
Verwaltungstechnisch gliedert sich die Stadt in:
- eine weitere Stadt: Alupka (Алупка)
- in 21 Siedlungen städtischen Typs: Berehowe (Берегове), Wynohradne (Виноградне), Widradne (Відрадне), Woschod (Восход), Haspra (Гаспра), Holuba Satoka (Голуба Затока), Hursuf (Гурзуф), Kaziweli (Кацівелі), Korejis (Кореїз), Krasnokamjanka (Краснокам'янка), Kurpaty (Курпати), Liwadija (Лівадія), Massandra (Масандра), Nikita (Нікіта), Oreanda (Ореанда), Parkowe (Паркове), Ponysiwka (Понизівка), Sanatorne (Санаторне), Simejis (Сімеїз), Sowjetske (Совєтське), Foros (Форос), ein Dorf Opolsnewe (Оползневе)
- und acht Siedlungen: Wyssokohirne (Високогірне), Hirne (Гірне), Danyliwka (Данилівка), Kujbyschewe (Куйбишеве), Linijne (Лінійне), Olywa (Олива), Ochotnytsche (Охотниче), Partysanske (Партизанське)

## Bevölkerung
Der Kurort hat rund 80.000 Einwohner, von denen etwa zwei Drittel Russen und etwa 28 % Ukrainer sind, der Rest sind Krimtataren und Angehörige anderer Völker. Die lingua franca ist Russisch. Eine kleine Gruppe von Deutschen ist in zwei Kulturvereinen organisiert und hat auch eine protestantische Kirche. In der Agglomeration Jalta leben etwa 140.000 Menschen.
| Gruppen         | Anzahl | in Prozent |
| --------------- | ------ | ---------- |
| Russen          | 91.408 | 65,5       |
| Ukrainer        | 38.604 | 27,6       |
| Weißrussen      | 02.204 | 01,6       |
| Krimtataren     | 01.877 | 01,3       |
| Armenier        | 0813   | 00,6       |
| Tataren         | 0476   | 00,3       |
| Juden           | 0424   | 00,3       |
| Aserbaidschaner | 0368   | 00,3       |
| Polen           | 0286   | 00,2       |

## Geschichte
Gegründet wurde die Stadt vermutlich von den Taurern im 6. Jahrhundert v. Chr., was Gräber in den Abhängen des Polikurowski-Hügels nordöstlich der Stadt belegen. Im 5. Jahrhundert v. Chr. wurde das damalige Jalita dann Kolonie des antiken Griechenland. Der Name Jalita stammt vermutlich aus dem Griechischen und bedeutet einfach nur ‚Ufer‘.
Im 6. Jahrhundert wurde die Stadt Teil des Byzantinischen Reiches. Die erste schriftliche Erwähnung fand im 12. Jahrhundert durch den arabischen Geographen Al-Idrisi statt – die Siedlung hieß damals Dschalita / جاليطة / Ǧaliṭah. Im 14. Jahrhundert wurde die Siedlung eine Genuesische Kolonie unter dem Namen Kaulita resp. Etalita. Im 15. Jahrhundert zerstörte ein Erdbeben Jalta. Es wurde dann Teil des Osmanischen Reichs. 1783 kam Jalta zu Russland. Im Russischen Kaiserreich gehörte Jalta zum Gouvernement Taurien, das bis Oktober 1921 bestand. 1837 wurde die Stadt zu einer russischen Kreisstadt. 1848 wurde die Straße nach Sewastopol gebaut, 1887 das erste Sanatorium eröffnet. Nach der Oktoberrevolution war sie Teil der ASSR der Krim innerhalb der Russischen SFSR.
Im Deutsch-Sowjetischen Krieg wurde Jalta am 7. November 1941 von der deutschen Wehrmacht besetzt, nachdem am selben Tag die Armenija als letztes Evakuierungsschiff mit bis zu 7000 Menschen den Jaltaer Hafen verlassen hatte. Das Schiff wurde von der deutschen Luftwaffe versenkt. In Jalta wurde ein jüdisches Ghetto mit 4500 Menschen eingerichtet, die am 18. Dezember 1941 im Rajon Massandra erschossen wurden. Während der Schlacht um die Krim wurde Jalta am 16. April 1944 von der Roten Armee zurückerobert.
Bekannt wurde Jalta durch die Konferenz von Jalta (auch Erklärung von Jalta, Jalta-Konferenz, Argonaut-Konferenz), auf der vom 4. bis 11. Februar 1945 über das Schicksal des bald besiegten Deutschland entschieden wurde. Daran beteiligt waren die alliierten Regierungschefs Winston Churchill, Josef Stalin und Franklin D. Roosevelt, die dort die Welt neu aufteilten.
Durch Beschluss des Obersten Sowjets der UdSSR aus Anlass des 300. Jahrestags des Vertrags von Perejaslaw wurde Jalta zusammen mit der Oblast Krim am 26. April 1954 an die Ukrainische Sozialistische Sowjetrepublik angeschlossen. Seit 1991 ist Jalta Teil der unabhängigen Ukraine.
Seit 2004 findet jährlich im September das Yalta-Treffen statt, veranstaltet von der Wiktor-Pintschuk-Foundation und der Yalta European Strategy (YES) in der südukrainischen Stadt Liwadija.
Mit dem international nicht anerkannten Anschluss der Halbinsel Krim an Russland im März 2014 wurde Jalta de facto dem Föderationskreis Südrussland der Russischen Föderation angegliedert. Völkerrechtlich ist Jalta weiterhin Teil der Autonomen Republik Krim, die als südlichste Region und einzige Republik der Ukraine nach wie vor zur Ukraine gehört, auch wenn sie seit 2014 von Russland besetzt gehalten wird.

## Verkehr
Aufgrund der Lage jenseits des Krimgebirges ist Jalta nicht an das Eisenbahnnetz angebunden. Dafür ist die Stadt Endpunkt der längsten Trolleybus-Linie der Welt. Diese wird von der Gesellschaft Krymskyj trolejbus betrieben und verbindet Jalta mit Aluschta und dem Bahnhof von Simferopol.

## Städtepartnerschaften
- Baden-Baden, Deutschland (seit 2000)
- Nizza, Frankreich
- Acapulco, Mexiko (seit 2010)
- Batumi, Georgien (seit 2008)
- Antalya, Türkei (seit 2008)
- Scharm asch-Schaich, Ägypten (seit 2009)
- Margate, Vereinigtes Königreich
- Haikou, Volksrepublik China (seit 2004)

## Sehenswürdigkeiten
- Armenische Kirche
- Botanischer Garten Nikita (am Hang bis zum Meer, mit über 50.000 Pflanzen aus aller Welt)
- Alexander-Newski-Kathedrale
- Tschechow-Haus (hier wohnte der Schriftsteller Anton Tschechow von 1899 bis 1904)
- Liwadija-Palast, Ort der Jaltakonferenz von 1945
- Orgelsaal in Liwadija
- Schloss Massandra (ehemals Staatsdatscha des Generalsekretärs der KPdSU, seit Josef Stalin)
- Berg Aj-Petri (1233 m, Seilbahn von der Küste zum Gipfel)
- Utschan-Su-Wasserfall (einer der höchsten Wasserfälle der Ukraine)
- Schwalbennest, ikonenhaftes Schloss auf der Felsküste

## Sport
Jalta ist die Heimat des Fußballvereins FC Rubin Jalta, welcher seit 2023 in der vierthöchsten russischen Spielklasse Perwenstwo PFL Division B spielt. Die Mannschaft trägt ihre Heimspiele im Avangard Stadion aus.

## Persönlichkeiten

### Söhne und Töchter der Stadt
- Dmitri Miljutin (1816–1912), russischer Kriegsminister, Generalfeldmarschall und Militärschriftsteller
- Alla Nazimova (1879–1945), US-amerikanische Schauspielerin und Filmproduzentin russischer Herkunft
- Viktor Kopp (1880–1930), sowjetischer Diplomat
- Pavel Argeyev (1887–1922), russisch-französischer Kampfpilot
- Louis Hofbauer (1889–1932), österreichischer Maler
- Nicholas Soussanin (1889–1981), Schauspieler
- Serge Piménoff (1895–1960), russisch-französischer Filmarchitekt
- Nathalie Kovanko (1899–1967), Stummfilmschauspielerin
- Val Lewton (1904–1951), US-amerikanischer Filmproduzent
- Esteban Volkov (1926–2023, Geburtsname Wsewolod Platonowitsch Wolkow), mexikanischer Chemiker, Enkel von Leo Trotzki
- Alla Horska (1929–1970), Malerin und Dissidentin
- Karl-Theodor Geringer (1937–2022), österreichischer Kirchenrechtler
- Constantine Pleshakov (* 1959), russisch-amerikanischer Politikwissenschaftler und Autor
- Elena Kolpachikova (* 1971), Schauspielerin und Model
- Julija Wakulenko (* 1983), Tennisspielerin
- Wera Rebrik (* 1989), russische Speerwerferin ukrainischer Herkunft
- Walentina Iwachnenko (* 1993), russische Tennisspielerin, die bis 2014 für die Ukraine antrat

### Ehrenbürger
- Michail Pugowkin (1923–2008), russischer Schauspieler[7]
- Sofija Rotaru (* 1947), Popsängerin und Schauspielerin[7]
- Filipp Kirkorow (* 1967), russischer Sänger und Musikproduzent[7]

## Galerie

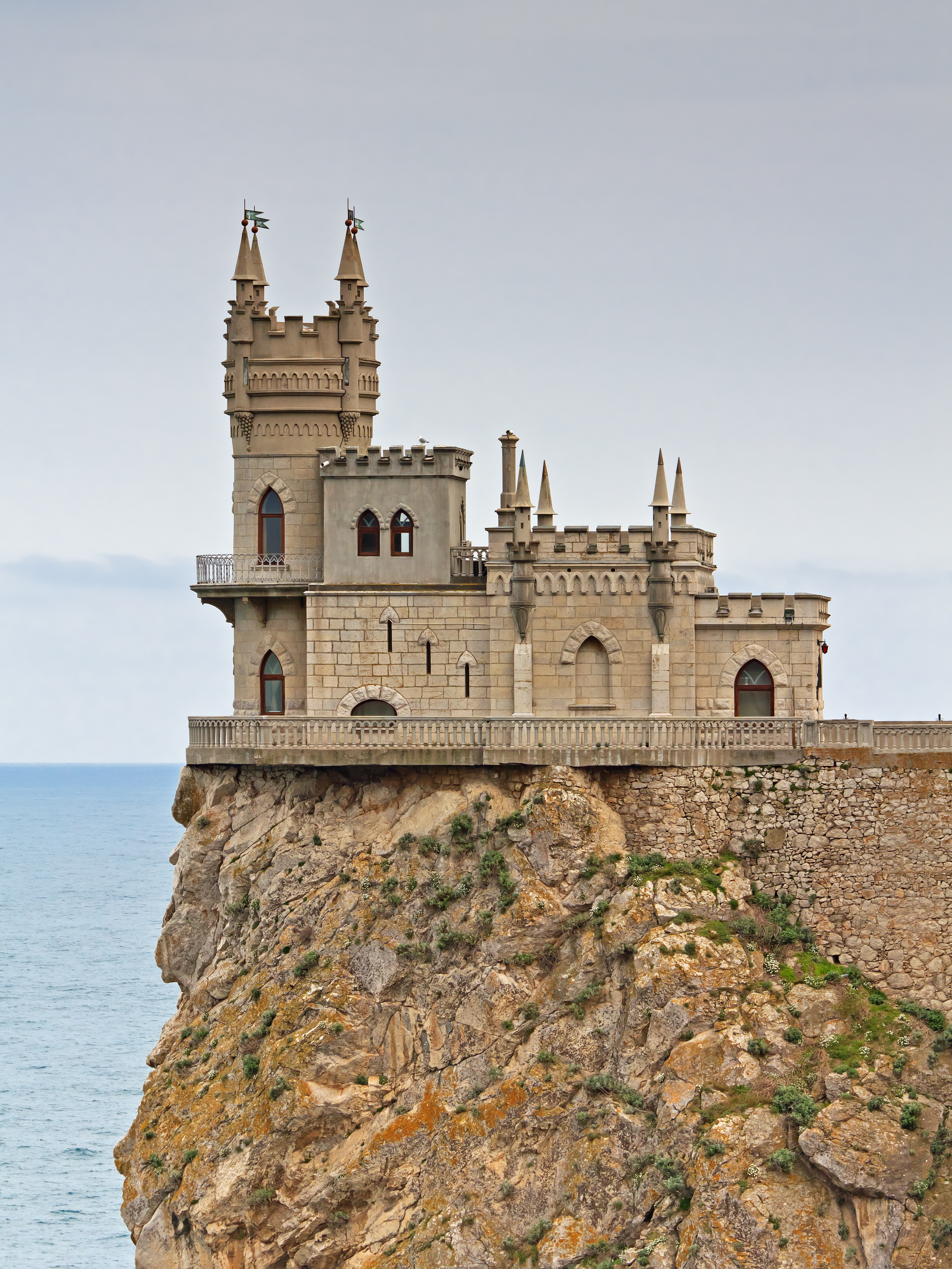
Schloss Schwalbennest
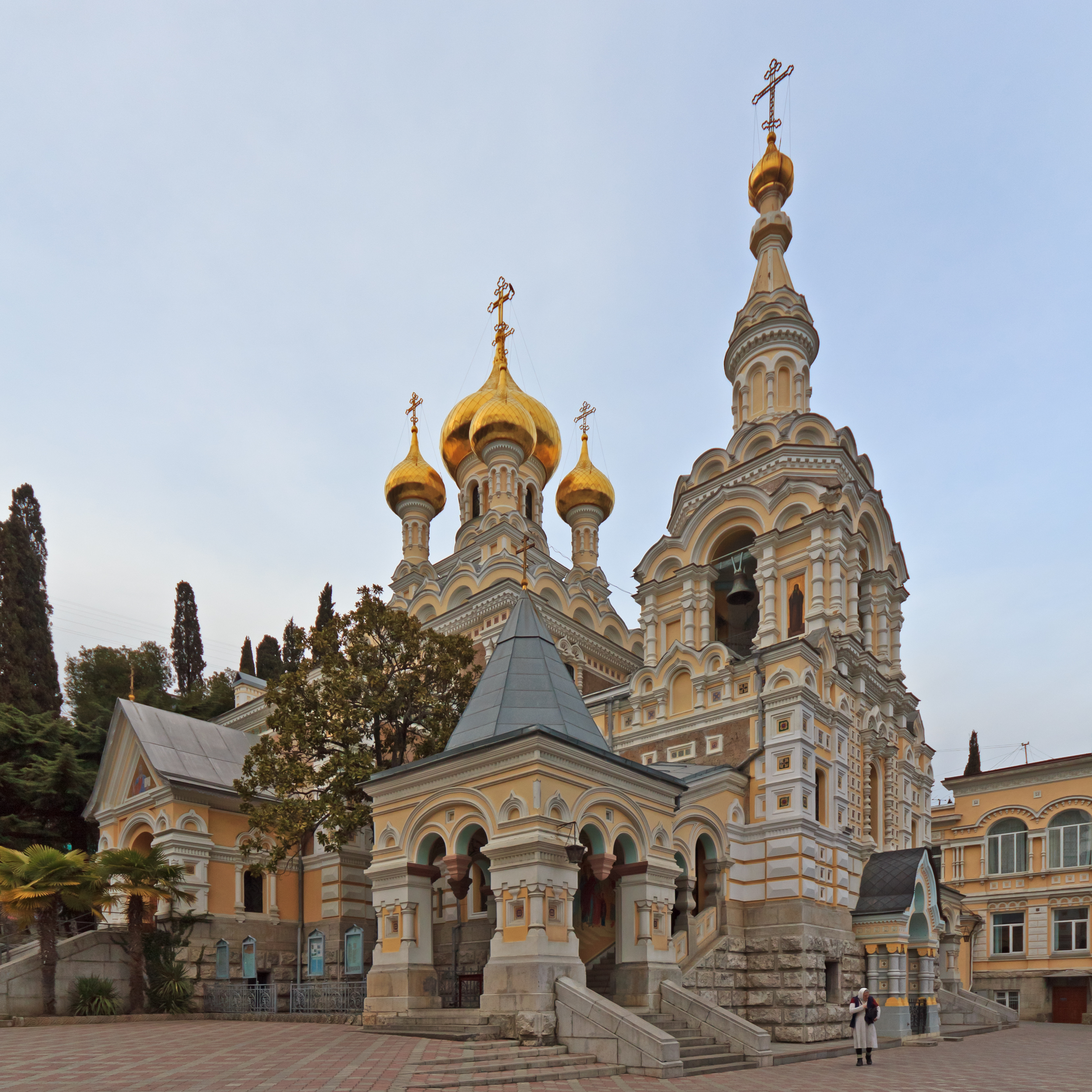
Russisch-orthodoxe Kirche in Jalta
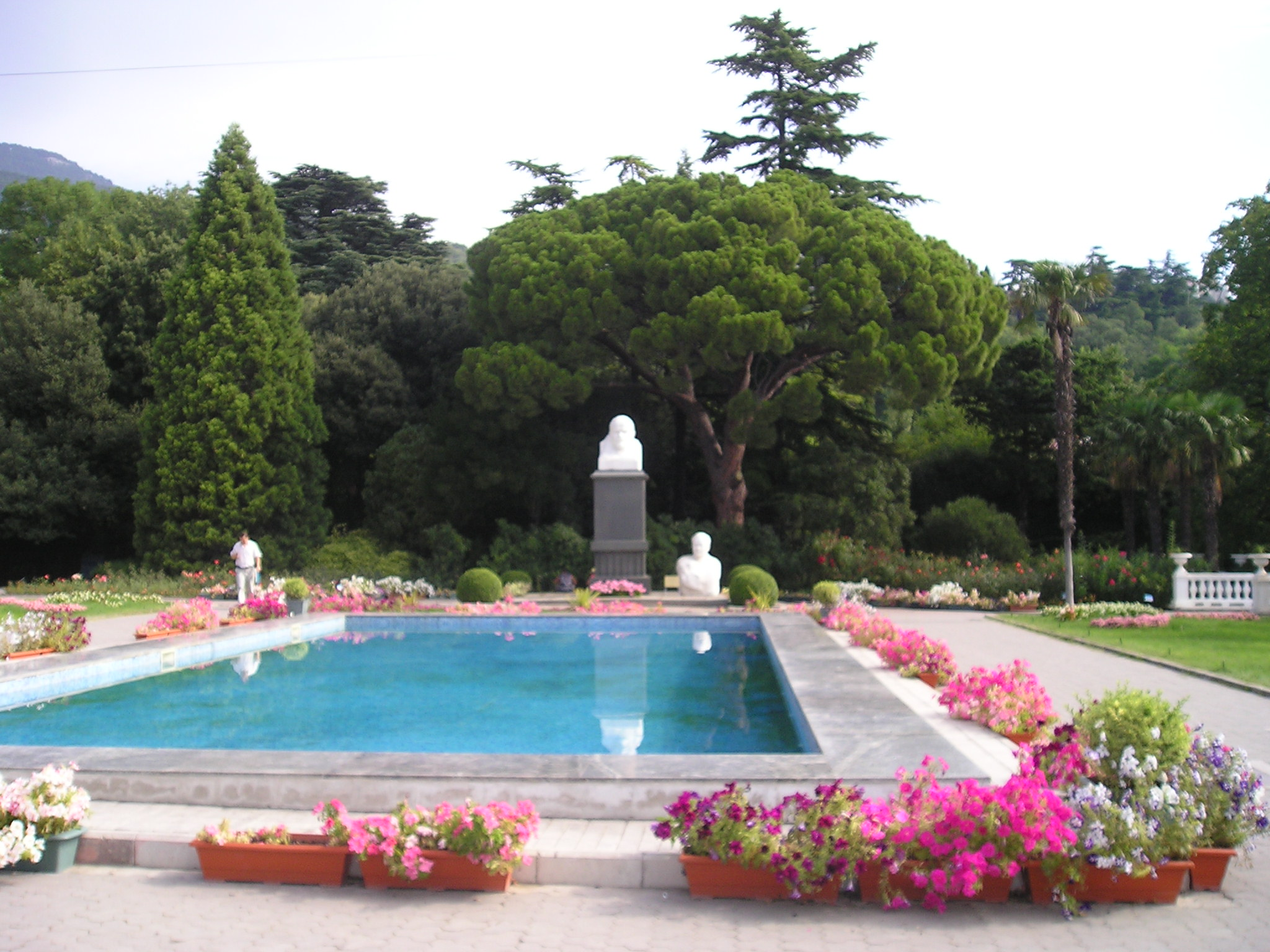
Botanischer Garten in Jalta
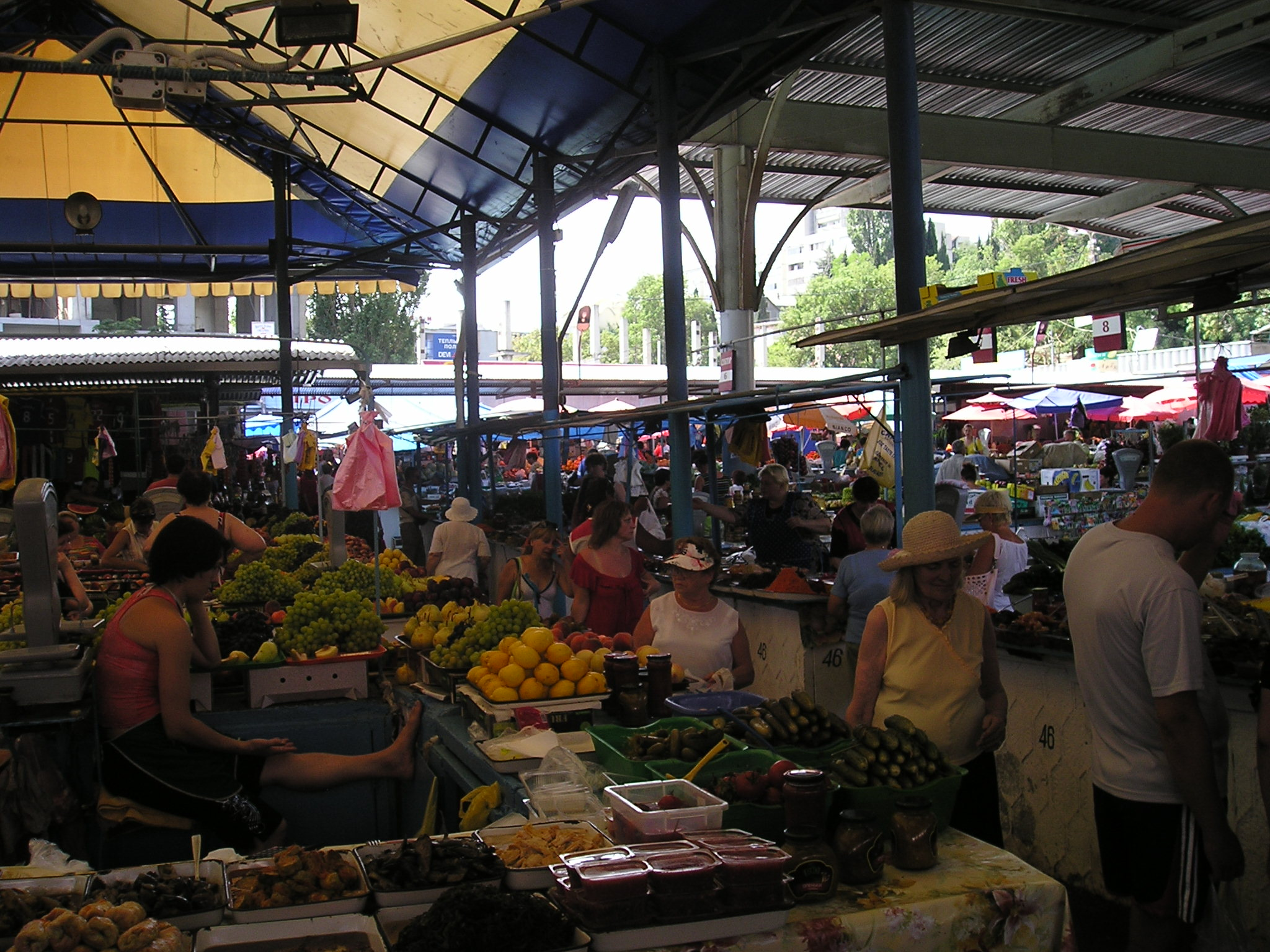
Markthalle, Jalta
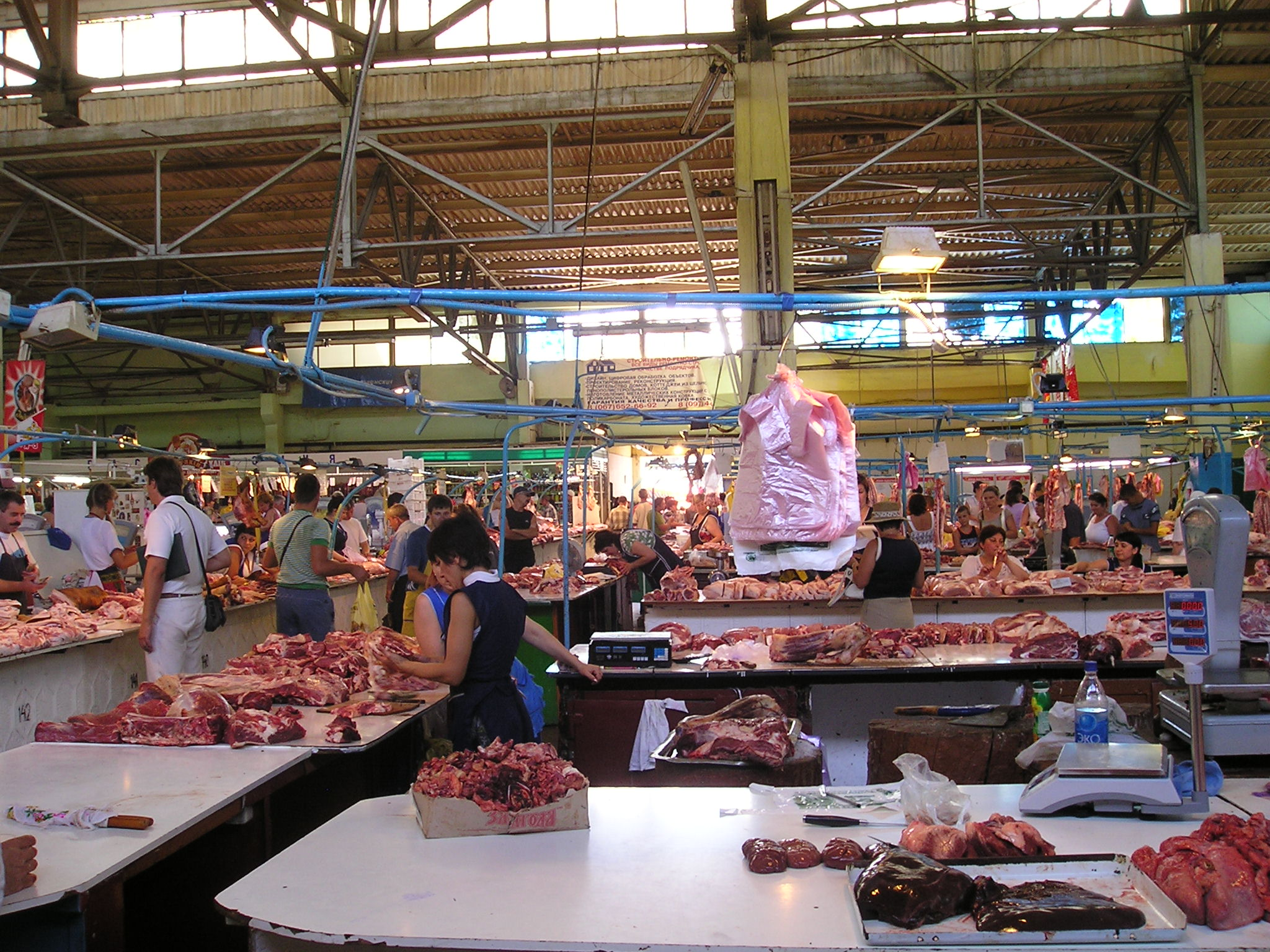
Fleischmarkt in der Markthalle, Jalta
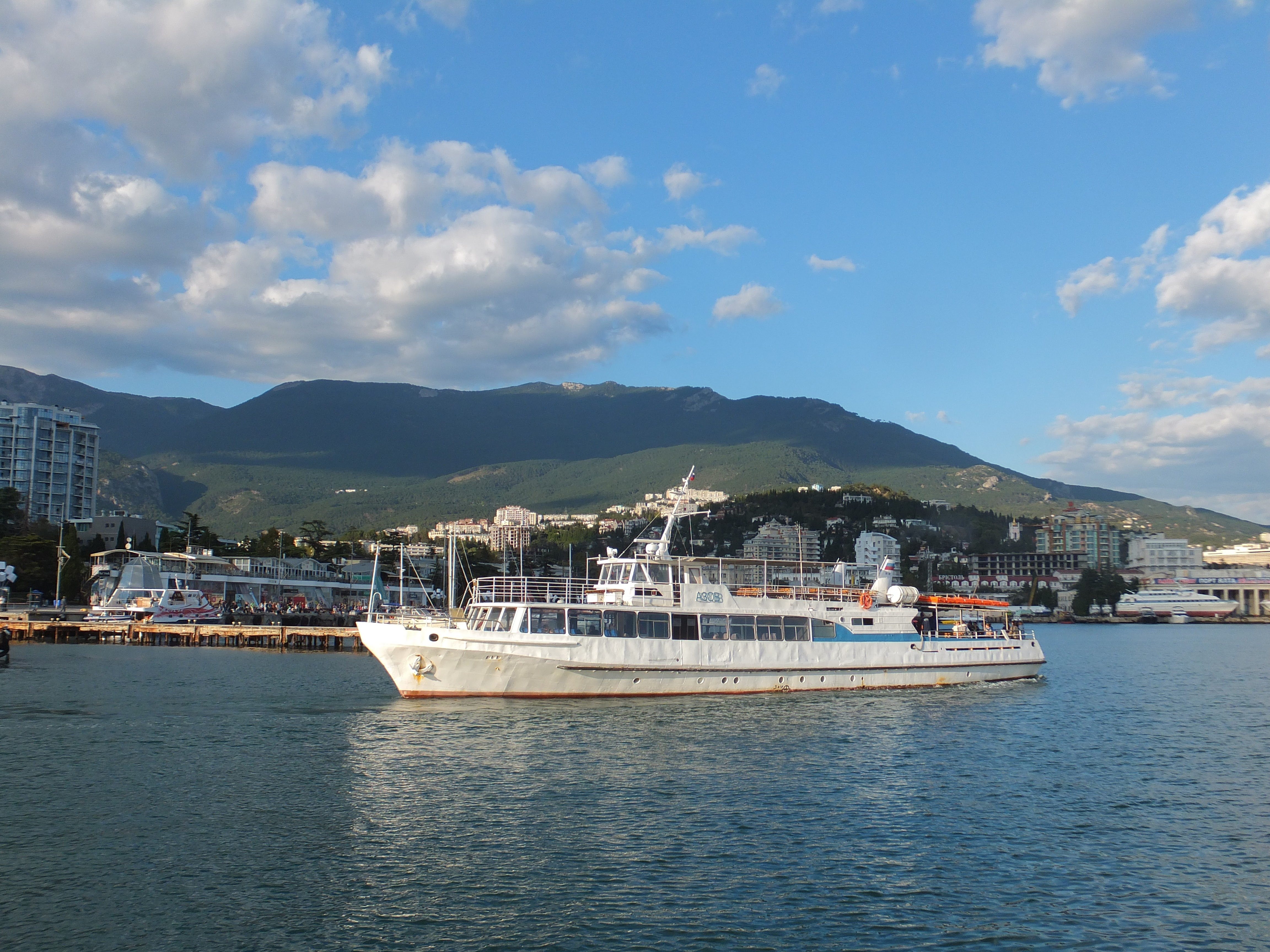
Hafen, Jalta (Sept. 2016)
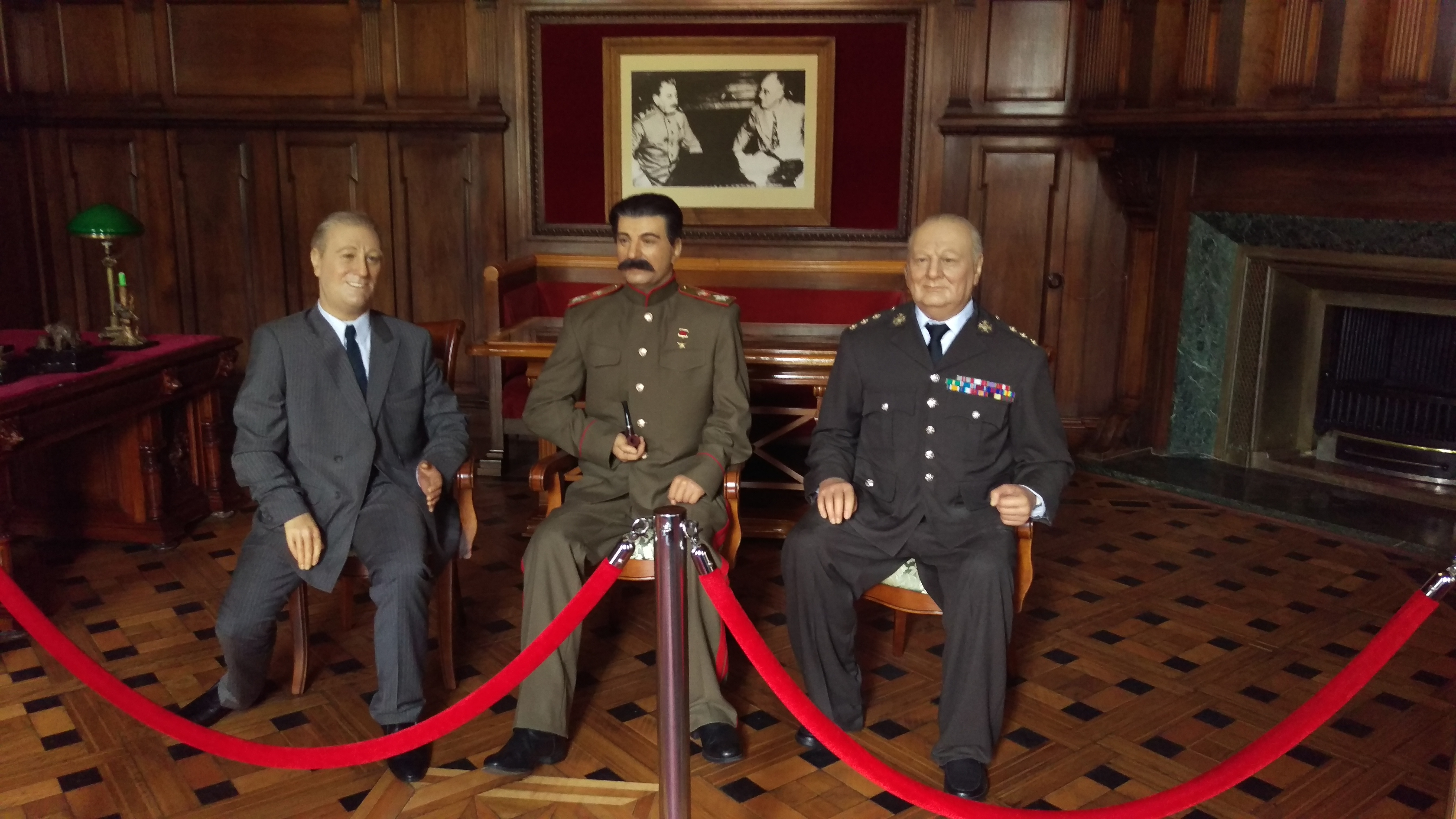
Museum Konferenz von Jalta im Liwadija-Palast